# Rose Mary Miranda
Rose Mary Araújo de Miranda (Natal, 24 de maio de 1954) é uma radialista e política brasileira. Integrou a Câmara Legislativa do Distrito Federal em sua primeira legislatura, de 1991 a 1995.
Miranda foi eleita deputada distrital na eleição de 1990. Na época, era filiada ao Partido Trabalhista Renovador (PTR) e obteve 3.031 votos. Na câmara, foi vice-presidente da casa de 1993 a 1994 e relatora das comissões de Ordem e Social e Meio Ambiente durante a deliberação sobre a Lei Orgânica.
Após o término de seu mandato parlamentar, Miranda deixou a política. Mais tarde, em entrevista ao Jornal de Brasília, declarou que seu único interesse no legislativo era participar das discussões referentes à Lei Orgânica, reiterando: "E consegui. Fui relatora de 45% da lei."